# Pintér Mariann
Pintér Mariann (Budapest, 1978.–) magyar gyermekjogi aktivista.

## Élete
Apja katona, anyja laborasszisztensként dolgozott.. Gyermekkorában abúzus áldozata volt. Anyja – saját bevallása szerint – napi szinten megverte, apja pedig hetente többször verte meg nagyon. Több testvére is volt, akiket szülei rendesen elláttak, csak őt bántalmazták. 4 évesen nevelőszülőkhöz került, de 2 évvel később kénytelenek voltak visszaadni őt a szüleinek, mivel nem tarthatták volna meg a szolgálati lakásukat (akkoriban a törvény szerint egy katonának nem lehetett állami gondozásban lévő gyermeke). 
11 éves korától kezdve apja szexuálisan zaklatta, ami miatt Pintér 13 évesen öngyilkosságot kísérelt meg. Elmondása szerint, miután majdnem meghalt, a kórházban anyja azt mondta neki: „Még meghalni se tudsz rendesen?” Ezután még kétszer kísérelt meg öngyilkosságot. Az utolsó kísérlet után bátyja bement hozzá a kórházba, és mindenki előtt megverte, majd megtiltotta neki, hogy hazamenjen.

## Életút
2009-ben indított blogján keresztül kezdte meg első nyilvános megszólalásait. Az áttörést a TV2 Napló című műsorának egyik riportja hozta el, ahol Pintér Mariann az elsők között beszélt nyilvánosan gyermekkorában elszenvedett bántalmazásairól. A Facebookon található NLC által készített riportot több mint kétmillióan látták, közel hatezren megosztották, és több mint ötezren reagáltak rá, ami kiemelkedő társadalmi figyelemre utal. A visszajelzések szerint sok túlélő saját történetét ismerte fel Mariann szavaiban.
Pintér Mariann magyar aktivista, túlélő, közéleti szereplő, aki az áldozatok hangját képviselve számos televíziós és online műsorban, cikkben és nyilvános fórumon osztotta meg személyes történetét a gyermekkorában elszenvedett bántalmazásról. Megszólalásai és fellépése jelentősen hozzájárult a családon belüli erőszakkal kapcsolatos társadalmi párbeszéd erősödéséhez Magyarországon.
Pintér Mariann számos fórumon és műsorban való szereplésével nemcsak saját traumáit dolgozta fel nyilvánosan, hanem sok sorstársnak adott bátorságot a megszólalásra. Hiteles és megrendítő tanúságtételei hozzájárultak ahhoz, hogy a magyar társadalomban egyre többen ismerjék fel a bántalmazás különböző formáit, és beszéljenek azokról.

## Visszhang
Pintér Mariann nyilvános megszólalásai erőteljes társadalmi és érzelmi visszhangot váltottak ki. Több tucat sorstárs és civil olvasó köszönte meg neki írásban, hogy bátorságával utat nyitott a saját feldolgozásukhoz és gyógyulásukhoz. Blogbejegyzései és interjúi számos internetes fórumon, közösségi médiában, valamint civil és szakmai csoportban is megosztásra kerültek.
A televíziós és rádiós szereplések után számos néző és hallgató írta le, hogy Mariann története segített megérteni a bántalmazás dinamikáját és következményeit – különösen azok számára, akik korábban sosem találkoztak a jelenséggel ilyen közvetlenül.

## Visszavonulása
Az évek során Pintér Mariann egyre kevesebbet szerepelt nyilvánosan. Elmondása szerint a személyét ért támadások, valamint a téma iránti társadalmi érzéketlenség hatására döntött úgy, hogy visszavonul a közéleti szerepléstől. Munkássága azonban máig hatást gyakorol mindazokra, akik a gyermeki jogok védelmében dolgoznak.

## Médiamegjelenések
- Első nyilvános megjelenése 2014. április 1-jén történt a 24.hu portálon, ahol még név nélkül, anonim interjúban számolt be gyermekkori traumáiról. A cikk címe: "Anyám rosszindulatú daganata voltam".
- 2015 májusában névvel és arccal vállalta történetét a Hídemberek című dokumentumfilm-sorozatban. Két részben mutatták be az életútját:  Hídemberek, 1. rész Hídemberek, 2. rész
- 2015-ben szerepelt a Nagy Dénes által rendezett HBO Seb című dokumentumfilmben. A film három középkorú nő életébe és gondolataiba vezet be. Mindhármukban a közös az, hogy sebeket hordoznak. Vágták vagy vágják magukat.
- 2015-be részt vett a „Action for Change” nevű európai uniós projektben, amelynek célja a családon belüli erőszak túlélőinek támogatása volt. A program keretében a Women’s Shadow Board tagjaként elismerésben részesült kiemelkedő hozzájárulásáért. Az oklevelet Clare Chamberlain, a Tri-Borough Gyermekszolgálatok ügyvezető igazgatója írta alá.
- 2016-ban az RTL Klub Fókusz című műsorában szerepelt, a "Családon belüli erőszak – három nő megrázó vallomása" című epizódban: .
- Ugyanebben az évben, 2016. július 13-án a TV2 Tények című hírműsorában is megszólalt, az epizód címe: "Azt csinálok veled, amit akarok".
- 2018..január 28-án szerepelt Kadarkai Endre "Nem adom fel" című beszélgetős műsorában, ahol nyíltan beszélt a gyerekkorában elszenvedett bántalmazásról. A videó 72 489 megtekintést ért el.
- 2019..január 14-én az RTL Házon kívül című műsorában szerepelt egy összeállításban, amely azt vizsgálta, vajon valóban 2020 lesz-e az áldozatsegítés éve Magyarországon: .
- 2020..október 5-én a Szabad Európa készített vele mélyinterjút, amely a családon belüli erőszakról, a bántalmazás utáni életről és az aktivizmusról szólt: .
- 2021..november 25-én a Zuglói sorsok videóban beszélt saját történetéről: .
- 2022. márciusában az NLC Facebook-oldalán megjelent interjúját több mint 2 millióan látták, több mint 5000 hozzászólás és közel 6000 megosztás kísérte: .
- 2022. július 23-án a TV2 Tények című műsorában újra megszólalt: "Egy életen át cipelik a traumát".

## Nemzetközi projekt
Action for Change: tapasztalati szakértőként vett részt, elismerést, oklevelet kapott (Certificate of Achievement)